# Hyssopus (planten)
Hyssopus is een geslacht van kruidachtige planten uit de lipbloemenfamilie (Lamiaceae). De tien tot twaalf soorten die tot dit geslacht worden gerekend hebben allen een opgaande groeiwijze en aromatisch blad. Ze worden tot 60 cm hoog en hebben smalle, tot 5 cm lange bladeren. In de zomer verschijnen blauwe bloemen in de bovenste delen van de plant. Hyssopus officinalis, ook wel kortweg hyssop, is de meest aangeplante soort en wordt vaak aangetroffen in kruidentuinen. Aan deze soort worden medicinale eigenschappen toegeschreven.
Het plantengeslacht komt oorspronkelijk uit het oostelijk deel van het Middellandse Zeegebied.

## Cultuur
In de tuin wordt Hyssopus als vaste plant toegepast, al kan een strenge winter vorstschade veroorzaken. De planten hebben bovendien een beperkte levensduur en moeten na een aantal jaren worden vervangen. Hyssopus kan goed gezaaid worden maar vermeerdering is ook mogelijk via stek of deling. De planten houden van een zonnige plek en goed doorlatende grond.

## Soorten
| - Hyssopus ambiguus (Trautv.) Iljin - Hyssopus cretaceus Dubjan. - Hyssopus cuspidatus Boriss. - Hyssopus ferganensis Boriss. - Hyssopus latilabiatus C.Y.Wu & H.W.Li - Hyssopus lophanthoides Buch.-Ham. ex D.Don | - Hyssopus macranthus Boriss. - Hyssopus ocymifolius Lam. - Hyssopus officinalis L. - Hyssopus seravschanicus (Dub.) Pazij - Hyssopus tianschanicus Boriss. |

... · 
Ajuga (Zenegroen) · 
Anisomeles · 
Ballota (Ballote) · 
Basilicum · 
Cleonia · 
Clinopodium (Steentijm) · 
Dasymalla · 
Galeopsis (Hennepnetel) · 
Glechoma · 
Haplostachys · 
Hemiandra · 
Hyssopus · 
Lagochilus · 
Lamiastrum · 
Lamium (Dovenetel) · 
Lavandula (Lavendel) · 
Leonurus · 
Lycopus · 
Marrubium · 
Melissa (Melisse) · 
Mentha (Munt) · 
Nepeta (Kattenkruid) · 
Ocimum (Basilicum) · 
Origanum (Marjolein) · 
Perovskia · 
Phlomis · 
Prunella (Brunel) · 
Renschia · 
Rosmarinus · 
Salvia (Salie) · 
Satureja (Bonenkruid) · 
Scutellaria (Glidkruid) · 
Stachys (Andoorn) · 
Teucrium (Gamander) · 
Thymus (Tijm) · 
Vitex · 
Westringia · 
...